# Manners (album)
Manners è il primo album discografico del gruppo musicale statunitense Passion Pit, pubblicato nel maggio 2009.
Il primo singolo estratto è stato The Reeling, pubblicato pochi giorni prima la pubblicazione del disco. Hanno fatto seguito To Kingdom Come e Little Secrets.
Un'edizione "deluxe" dell'album, pubblicata nell'aprile 2010, contiene due tracce in versione acustica e una cover di Dreams dei Cranberries.

## Tracce
Testi e musiche di Michael Angelakos, eccetto dove indicato.
1. Make Light – 4:56
2. Little Secrets – 3:59
3. Moth's Wings – 4:16
4. The Reeling – 4:48
5. Eyes as Candles – 4:03
6. Swimming in the Flood – 4:59
7. Folds in Your Hands – 3:39
8. To Kingdom Come – 4:07
9. Sleepyhead (Angelakos, Mary O'Hara) – 2:55
10. Let Your Love Grow Tall – 3:32
11. Seaweed Song – 4:25

## Formazione
- Michael Angelakos - voce, basso, chitarra, tastiere, piano
- Nate Donmoyer - batteria
- Ian Hultquist - chitarra

## Classifiche
- Official Albums Chart - #55[2]
- Billboard 200 - #51[3]